# تارلی، استرالیای جنوبی
تارلی (به انگلیسی: Tarlee) یک شهرک در استرالیا است که در استرالیای جنوبی واقع شده‌است.